# Sherry Cola
Sherry Cola (Sanghaj, 1989. november 10. –) kínai származású amerikai színésznő és humorista.
Cola a rádióban és a stand up comedyben kezdte pályafutását. 2017-ben debütált színészként az Amazon I Love Dick című sorozatában. A Good Trouble (2019-2024) Freeform drámasorozatban Alice Kwan szerepében szerzett elismerést. A 2023-as Kéjutazás és a Külső, belső, esély című filmekkel való áttörése után a Netflix Családi affér (2024) és a Bármit, csak ezt ne (2024-) című vígjátékokban tűnt fel.

## Élete
1989. november 10-én született Sanghajban és a kaliforniai Temple Cityben nőtt fel. Szülei az amerikaiosított „Sherry” keresztnevet adták neki. A kaliforniai San Gabrielben üzemeltettek egy éttermet.
Cola hét évig járt a Fullertoni Kaliforniai Állami Egyetemre, és erről az időszakról azt mondta: „Őszintén szólva nem voltam rendben”. A CSU Fullertonon az egyetemi rádióban dolgozott. A diploma megszerzése után a 97.1 FM-nél kezdett dolgozni Los Angelesben. Kommunikáció szakon végzett, különös tekintettel a szórakoztatóipari tanulmányok területén.

## Pályafutása
Sherry Cola a művésznevét 2011-ben választotta, amikor felhasználónevet kellett kitalálnia az online étteremkritikai oldalra, a Yelp-re. Karrierjét Carson Daly rádióműsorában kezdte a 97.1 AMP Radionál. Később komédiával kezdett foglalkozni, elvégezte az Upright Citizens Brigade (UCB) improvizációs színház tanfolyamait, és stand-up fellépéseken vett részt. Ekkor alakította ki Lil Tasty nevű karakterét a Drive Luber című paródia websorozathoz. A karakter vírusként terjedt az interneten, ami felkeltette Carson Daly figyelmét. Ennek hatására humoros szegmenseket vezethetett az AMP Radio-n, majd saját műsort kapott The BAE Show címmel.
Tehetségmenedzserét az UCB-nél ismerte meg és 2017-ben kapta első televíziós szerepét: hét epizódon keresztül játszott egy művészeti hallgatót az Amazon I Love Dick című sorozatában.

## Magánélete
Cola biszexuális. Ő volt a San Francisco Pride 2022 -es rendezvényének nagymarsallja.

## Filmográfia

### Film
| Év   | Magyar cím                     | Eredeti cím                                 | Szerep                           | Magyar hang         |
| ---- | ------------------------------ | ------------------------------------------- | -------------------------------- | ------------------- |
| 2019 | Lezárások, kezdetek            | Endings, Beginnings                         | Chris                            |                     |
| 2021 |                                | Music                                       | Kávézó üzletvezető               |                     |
| 2022 | Pirula Panda                   | Turning Red                                 | Helen (hangja)                   | Ligeti Kovács Judit |
| 2023 | Külső, belső, esély            | Shortcomings                                | Alice                            | Csifó Dorina        |
| 2023 | Kéjutazás                      | Joy Ride                                    | Lolo Chen                        | Kokas Piroska       |
| 2023 |                                | Sick Girl                                   | Laurel                           |                     |
| 2024 | A tigris tanítványa            | The Tiger's Apprentice                      | Naomi (hangja)                   |                     |
| 2024 | Thelma, az unikornis           | Thelma the Unicorn                          | női tehetségkutató bíró (hangja) |                     |
| 2024 | Családi affér                  | A Family Affair                             | Stella                           | Kokas Piroska       |
| 2025 | Násznaposok                    | Bride Hard                                  | Nadine                           | Murányi Tünde       |
| 2025 | Már megint nem férek a bőrödbe | Freakier Friday                             | pickleball kommentátor           | Hermann Lilla       |
| 2025 | Jó szerencse                   | Good Fortune                                | ismeretlen szerep                |                     |
| 2025 | SpongyaBob: Kalózkaland        | The SpongeBob Movie: Search for SquarePants | ismeretlen szerep                |                     |

### Televízió
| Év        | Magyar cím               | Eredeti cím              | Szerep                                | Megjegyzés                                      |
| --------- | ------------------------ | ------------------------ | ------------------------------------- | ----------------------------------------------- |
| 2017      |                          | I Love Dick              | Natalie                               | mellékszereplő                                  |
| 2017      | Nincs titok              | Transparent              | Improvizátor #3                       | 1 epizód                                        |
| 2017      | Családom, darabokban     | Life in Pieces           | Cutter                                | 1 epizód                                        |
| 2017      |                          | SafeWord                 | Önmaga                                | MTV                                             |
| 2018–2019 | Karmok                   | Claws                    | Lucy Chun speciális ügynök            | mellékszereplő                                  |
| 2019–2024 |                          | Good Trouble             | Alice Kwan                            | főszereplő                                      |
| 2021      |                          | Cake                     | A hátsókert erdejének őrzője (hangja) | 1 epizód                                        |
| 2022      | Baba cápa nagy műsora    | Baby Shark's Big Show!   | Viv (hangja)                          | 2 epizód                                        |
| 2023      | Transformers: FöldSzikra | Transformers: EarthSpark | Cadet Kwan (hangja)                   | 2 epizód                                        |
| 2024      | Azok a 90-es évek show   | That 90's Show           | Morgan                                | 1 epizód                                        |
| 2024      | Primók                   | Primos                   | Ms. Mahoney (hangja)                  | 2 epizód                                        |
| 2024–     | Bármit, csak ezt ne      | Nobody Wants This        | Ashley                                | - mellékszereplő - magyar hangja: - Náray Erika |
| 2025      |                          | Grimsburg                | Charlotte Kang (hangja)               | 1 epizód                                        |
| 2025      | Poker Face               | Poker Face               | Paige                                 | 1 epizód                                        |